# Karl Weissenberg
Karl Weissenberg (* 11. Juni 1893 in Wien; † 6. April 1976 in Den Haag) war österreichischer Physiker und einer der ersten Rheologen.
Nach ihm sind der Weissenberg-Effekt, das Weissenberg-Verfahren und die Weissenberg-Zahl benannt. Er konstruierte zu Beginn der 1920er Jahre ein Röntgengoniometer, das später von Johann Böhm weiterentwickelt wurde und als Weissenberg-Böhm-Goniometer bezeichnet wurde. Weissenberg war Wissenschaftliches Mitglied der Kaiser-Wilhelm-Gesellschaft. Karl Weissenberg leitete 1933 bis zu seiner Emigration im September nach Frankreich und später England kommissarisch das Kaiser-Wilhelm-Institut für Physik.
Die European Society of Rheology vergibt ihm zu Ehren den Weissenberg Award.
Sein Nachlass wird im Churchill Archives Centre aufbewahrt.